# توسکای سیاه
توسکای سیاه یا توسکای قشلاقی (نام علمی: Alnus glutinosa) یک گونهٔ درخت از راستهٔ راش‌سانان (Fagales)، تیرهٔ توسکایان (Betulaceae) سرده توسکا (Alnus) است.

## تعریف
توسکای قشلاقی، توسکای سیاه، توسکای اروپایی یا فقط توسکا یک گونه درخت از خانواده توسکاییان می‌باشد که بیشتر در اروپا، جنوب غربی آسیا و جنوب آفریقا است. آن‌ها در مکان‌های مرطوب رشد و نمو می‌کنند و باکتری Frankia alni آن را به رشد در خاک‌هایی با کیفیت ضعیف قادر می‌سازد. اندازه آن متوسط و درختی کوتاه عمر است که تا ارتفاع ۳۰ متر رشد می‌کند. کوتاه ساقه و پرشده از برگ‌هاست و گل‌ها نر و ماده آن از نظر شکل گل آذین متفاوتند. دارای میوه‌هایی شبیه کاج است و دانه‌ها با باد و آب پراکنده می‌شوند. توسکای قشلاقی غذا و سرپناهی برای حیوانات وحشی با تعدادی از حشرات، گلسنگ‌ها و قارچ‌هایی که به‌طور کامل به درخت وابسته‌اند فراهم می‌کند. یک گونه پیشگام است که در زمین‌های خالی قرار می‌گیرند و باعث تشکیل جنگل‌های مخلوط می‌شوند و این‌گونه به نظر می‌رسد که درخت‌های دیگر در پی آن ظاهر شدند. احتمالاً توسکای قشلاقی خارج از جنگل‌ها می‌میرد به این دلیل که نهال‌ها به نور در دسترسی بیشتری نسبت به موجودات کف جنگل نیاز دارند. زیستگاه معمول‌تر آن‌ها لبه جنگل‌ها، باتلاق‌ها دالان رودخانه‌ها است. کنده‌هایی در زیر آب دارد و پایه‌ای برای تولید کاغذ و ورقه‌های فیبر، دود کردن غذاها، نازک کاری، تراشکاری، کنده کاری استفاده می‌شود. محصولات درخت در گیاهان یک ناحیه در تهیه گروهی از داروها برای بیماری‌های گوناگونی استفاده می‌شود و پژوهش‌ها نشان داده‌اند عصاره دانه‌ها در برابر باکتری‌های پاتوژن (بیماری‌زا) فعال هستند. توسکای سیاه در مناطق مرطوب رشد می‌کند و در شرایط مطلوب به ۲۰ تا ۳۰ متر و در شرایط فوق‌العاده به ۳۷ متر می‌رسد. درختان جوان ظاهر عمودی با ساقه محوری اصلی دارند ولی درختان قدیمی‌تر دارای یک تاج قوس دار با شاخه‌های کج هستند. پایه درخت ریشه‌های نابجا به درون خاک تولید می‌کند و شاید به نظر برسد که تکیه‌گاه تنه است. پوست درختان جوان صاف، براق و متمایل به سبز-قهوه‌ای است در صورتی که در درختان معمولی خاکستری تیره و شکاف خورده می‌باشد. شاخه‌ها صاف، تا حدی چسبناک، با زگیل‌هایی صمغی هستند. غنچه متمایل به ارغوانی-قهوه‌ای و دارای ساقه‌هایی کوتاه هستند. هر دو گل آذین نر و ماده در پاییز تشکیل شده و در طول زمستان خفته باقی می‌مانند. برگ‌های توسکای قشلاقی کوتاه ساقه، گرد شده، با درازای ۱۰ سانتی‌متراند که پایه آن‌ها کمی به شکل گوه درآمده و مواج و دارای حاشیهٔ دندانه دار هستند. سطح بالایی آن‌ها سبز تیره براق و سطح پایینی سبز کمرنگ با موهایی قهوه‌ای در زوایای رگبرگ است. همان‌طور که با بعضی درختان در نزدیکی آب رشد می‌کند، توسکای قشلاقی برگ‌ها را نسبت به درختان در مناطق خشک جوان‌تر نگه می‌دارند و تا اواخر پاییز سبز هستند. همان‌طور که از اسم glutinosa پیداست غنچه‌ها و برگ‌های جوان با صمغی درختی چسبناک هستند. نر و ماده این گونه روی یک پایه است و گل‌ها توسط گرده افشانی بارور شده‌اند؛ گل آذین نر استوانه‌ای، ظریف و آویزان است، رنگ متمایل به قرمز و طول ۱۰ سانتی‌متر دارد؛ گل‌های ماده عمودی، مسطح، سبز رنگ با ساقه‌ای کوتاه هستند. در طول پاییز آن‌ها قهوه‌ای تیره تا سیاه رنگ، سخت، تا حدی چوبی شده و ظاهری مانند درخت کاج پیدا می‌کنند. آن‌ها در سرتاسر زمستان گذشته خفته و دانه‌های کوچک بالدار در بهار بعدی پراکنده می‌شوند. آن‌ها دارای دانه‌های قهوه‌ای متمایل به قرمز، گرد با حاشیه‌ای صاف به صورت نوارهایی با کیسه‌های هوایی هستند. این آن‌ها را قادر به شناور بودن به مدت یک ماه می‌کند تا به‌طور گسترده‌تری پراکنده شوند. برخلاف بعضی دیگر از گونه‌ها توسکای قشلاقی برگ‌های سایه‌دار تولید نمی‌کند. نرخ تنفس از شاخ و برگ‌های سایه‌دار به خوبی مشخص است اما میزان جذب کمتر است. این به این معناست که درخت در جنگل‌ها بلندتر که می‌شوند شاخه‌های پایینی فرسوده شده و از بین می‌روند، یک تاج کوچک و تنه بدون شاخه باقی می‌گذارند.

## رده‌بندی
توسکای سیاه اولین بار توسط کارل لینه در سال ۱۷۵۳ به عنوان یکی از دو گونه توسکا کشف شد که به عنوان یک گونه از توسکا Betula در نظر گرفته می‌شود. در سال ۱۷۸۵ ژان باپتیست لامارک آن را به عنوان یک گونه کامل با نام Betula glutinosa مورد بحث قرار داد. نام علمی کنونی آن به خاطر جوزف گرتنر که در سال ۱۷۹۱ جدایی توسکا از شاخه و انتقال یافتن به گونه Alnus را مورد پذیرش قرارداد است. لقب glutinosa به معنی چسبناک بودن است و به ویژه اشاره به شاخه‌های جوان دارد. در جنس توسکا، توسکای قشلاقی در تیره فرعی توسکا به عنوان بخشی از نزدیکی گروهی از گونه‌ها شامل توسکا خاکستری، توسکا incana قرار می‌گیرد، که با دورگه کردن به شکل گیاه پیوندی توسکا دورگه در می‌آید.

## توزیع و زیستگاه
توسکای قشلاقی تقریباً در تمام قاره اروپا (بجز در دو قطب شمال و جنوب) همچنین در انگلستان و ایرلند است. در دامنه‌ای از آسیا شامل ترکیه، ایران و قزاقستان و در آفریقا در تونس، الجزایر و مراکش وجود دارد. آن بومی آزورس است. این به صورت تصادفی یا هدفدار به کانادا، ایلات متحده، شیلی، آفریقا جنوبی، استرالیا و نیوزلند معرفی شده‌است. زیستگاه طبیعی آن در زمین مرطوب در نزدیکی رودخانه‌ها، برکه‌ها و دریاچه است اما آن را نیز می‌توانید در مکان‌های خشکی و گاهی در زمین‌های جنگلی مخلوط و در لبه جنگل یافت. تحمل طیف وسیعی از خاک‌ها را دارد و در انواعی از آن‌ها رشد می‌کند اما بهترین PH برای آن بین ۵/۵ و ۲/۷ است. به خاطر ارتباط با تثبیت نیتروژن در باکتری Franika alni می‌تواند در خاک‌های فقیر از مواد مغذی که تعداد کمی از درختان قابلیت رشد دارند، رشد کند.

## روابط زیستی
بیشتر رابطهٔ همزیستی در توسکای قشلاقی قابل ملاحظه است که این رابطه را با Frankia alni که یک باکتری است دارد و به صورت گره‌هایی روی ریشه قرار دارند. این باکتری نیتروژن هوا را جذب کرده و به شکل مورد استفاده درخت درمی‌آورد. در عوض این باکتری کربن تولید شده توسط درخت از طریق فتوسنتز را دریافت می‌کند. این رابطه که با بهبود باروری خاک همراه است، توسکای قشلاقی به عنوان یک گونه پیشگام مهم در روابط زیستی شناخته شده‌است. توسکای قشلاقی در معرض ابتلا به قارچ Phytophthora alni قرار دارد، گونه تکامل یافته از بیماری‌زا گیاهی oomycete احتمالاً از منشأ ترکیبی است. این عامل باعث بیماری Phytophthora در توسکا است که باعث مرگ و میر گسترده‌ای در درختان برخی از نقاط اروپا می‌شود. علایم این عفونت عبارتند از: مرگ از ریشه یا تکه‌ای از پوست درخت، لکه‌های سیاه در نزدیکی پایه تنه، زرد شدن برگ‌ها و پس از سال‌ها مرگ شاخه‌ها در بعضی مواقع مرگ تمام درخت. Taphrina alni عامل قارچ بیماری‌زا گیاهی است که باعث گال زبان توسکا می‌شود، به تعریفی ناشی از مواد شیمیایی از گل آذین ماده است. گال روی میوه‌های بالغ و تولید اسپور که توسط باد به درختان دیگر منتقل می‌شوند، توسعه یافته‌است. اعتقاد بر این است که این گال برای درخت بی‌ضرر است. گال بی‌ضرر دیگری وجود دارد که مسبب آن پشه‌ای ریز به نام Eriophyes inangulis است که شیره گیاهی را از برگ‌ها می‌مکد و باعث ایجاد جوش‌های ریز می‌شود. توسکای قشلاقی در تمام طول سال برای حیات وحش مهم است و دانه‌ها برای تغذیهٔ پرندگان در زمستان مفید هستند. درخت برای گوزن، گوسفند، خرگوش صحرایی و خرگوش و احشام غذا و سرپناه در زمستان را فراهم می‌کند. سایه آن باعث تعدیل درجه حرارت آب رودخانه‌ها و نهرها می‌شود و ماهی‌ها جایگاه امنی را در میان ریشه‌های آن در مواقع بروز سیل پیدا می‌کنند. توسکای قشلاقی غذای گیاهی متفاوتی برای لارو تعدادی از پروانه‌ها و پروانه هاست و با بیش از ۱۴۰ گونه از حشرات گیاه‌خوار همراه است. این درخت همچنین میزبان خزه‌ها و گلسنگ‌هاست به ویژه در مناطق مرطوب و در این مناطق درختان کنار رودها شکوفا می‌شوند. برخی از گلسنگ‌های معمولی در حال رشد روی ۶ نوع درخت هستند Stenocybe pullatula ,Lobaria pulmonaria, Menneguzzia terebrata که آخرین آن‌ها به توسکا محدود می‌شود. برخی از ۴۷ گونه قارچ‌های میکوریزا در حال رشد در همزیستی با توسکا معمولی پیدا شده‌اند، که هر دو طرف از تبادل مواد غذایی با هم سود می‌برند. همچنین چندین گونه از Naucoria این همزیست شامل Russla alnetorum و milkcaps و توسکا لبه گرد وLactarius obscuratus و Paxillus filamentosus و Lactarius cyathula است، همهٔ این‌ها در هیچ جای دیگری رشد نمی‌کنند مگر آنکه با توسکا وابستگی داشته باشند. در بهار گل آذین فنجانی Ciboria amentacea روی گل آذین‌های افتاده توسکا رشد می‌کند. به عنوان یک گونه معرفی شده توسکای قشلاقی می‌تواند محیط زیست محل جدید خود را تحت تأثیر قرار دهد. یک درخت با رشد سریع است و می‌تواند به سرعت جنگل انبوهی را تشکیل دهد که در اینصورت نور کمی به زمین می‌رسد و مانع رشد گیاهان بومی می‌شود. حضور باکتری‌های تثبیت‌کننده نیتروژن و توده‌های سالیانه برگ‌های ریخته شده از درختان نیز وضعیت مواد مغذی خاک را تغییر می‌دهد. همچنین افزایش دسترسی به فسفر در زمین و شبکه متراکم از ریشه‌های درخت می‌تواند باعث افزایش رسوب‌گذاری در برکه‌ها و آبراه‌ها شود. آن به راحتی به وسیلهٔ دانه‌های منتقل شده با باد گسترش میابد، و به مقدار مشخصی توسط پرندگان پخش می‌شود و میوه‌های چوبی می‌توانند دور از درخت والد شناور باشند. هنگامی که این درخت قطع می‌شود، رشد مجدد آن از بیخ و بن رخ می‌دهد و کنده‌ها و شاخه‌های افتاده می‌توانند ریشه بسازند. A. glutinosa در نیوزلند به عنوان یک رده از علف هرز زیست‌محیطی است.

## کشت و استفاده
توسکای قشلاقی به عنوان یک گونه پیشگام، استقرار یافته در کنار رودخانه‌ها برای کمک به کنترل سیل، تصفیه‌کننده آب در خاک‌های اشباع، معتدل‌کننده دما و وضعیت مواد مغذی از پیکر آب استفاده می‌شود. این می‌تواند توسط خودش یا در مزارعی با گونه‌های مخلوط رشد کند و برگ‌های مملو از نیتروژن به زمین بریزند و خاک را غنی کنند و تولید درختانی از قبیل گردو، صنوبر داگلاس و سپیدار روی خاک‌هایی با کیفیت پایین افزایش می‌یابد. اگر چه این درختان می‌توانند بیش از ۱۶۰ سال زندگی کنند، بهتر است برای تهیه الوار چوب در ۶۰ تا ۷۰ سال قبل از شروع پوسیدگی قلب قطع شوند. در زمین‌های باتلاقی به عنوان درختان کوچکی که در زیر درختان بزرگتر می‌رویند اهمیت دارد، برای تقویت کردن ساخت قطب‌های درست موجود را از نزدیکی پایه قطع می‌کنند. قادر است قطع شدن و همچنین شرایط آب و هوایی دریایی را تحمل کند و شاید به عنوان باد شکن‌هایی با رشد سریع کشت شوند. در جنگل نهال‌ها نمی‌توانند سایه‌های انبوه را تحمل کنند و به عنوان جنگل بالغ، درختان توسکا می‌میرند. این گونه به عنوان درخت نمونه در پارک‌ها و باغچه‌ها کشت داده می‌شوند و از نظر عظمت و شکوه جایزه اجتماعات باغبانی را از باغ شایسته کسب کرده‌است.

## چوب
چوب آن نرم و سفید است زمانی که برای اولین بار بریده شده تبدیل به قرمز کمرنگ می‌شود؛ غده‌های جاذب و کشنده لکه لکه دارد. چوب برای ما استحکام لازم در صنعت ساخت و ساز را ندارد ولی برای کاغذ سازی، ساخت مواد غذایی و تولید انرژی بکار می‌رود. در زیر آب چوب بسیار با دوام است و برای پایه‌های عمیق ساختمان استفاده می‌شود. ستون‌های زیرین لنگرگاه‌های ریالتو در ونیز و ستون‌های چندین کلیسا قرون وسطی از توسکا ساخته شده‌است. معمار رومی ویتروویوس بیان کرده که چوب در ساخت گذرگاه‌ها در سراسر باتلاق راونا استفاده شده‌است. چوب در نازک کاری هم به عنوان چوب جامد و هم به عنوان روکش مورد استفاده قرار می‌گیرد که دانه و رنگ احساس می‌شود و به خوبی رنگ پذیر است. همچنین این چوب نرم، انعطاف‌پذیر و تا حدودی روشن است، آن را می‌توان برای انجام کاری به راحتی شکاف داد. این است که در تراش کاری و کنده کاری و در ساخت مبلمان، قاب پنجره‌ها، اسباب بازی، بلوک، مداد و کاسه ارزش دارد.

## دباغی و رنگرزی
پوست درخت توسکای قشلاقی برای مدت طولانی در چرم‌سازی و رنگرزی استفاده می‌شد. پوست درخت و شاخه‌های آن حاوی ۱۶ تا ۲۰ درصد اسید تانیک است اما آنهایی که برای چرم‌سازی مفیدند به وسیلهٔ رنگ‌های قوی همراه آن‌ها تولید محدود شده‌است. بسته به رنگ و روش استفاده شده، سایه‌های مختلف از قهوه‌ای، حنایی، نارنجی متمایل به زرد تولید می‌شود رنگ‌ها را می‌توان به پشم، پنبه و ابریشم اضافه کرد. پوست درخت توسکا همچنین می‌تواند با سولفات آهن برای ایجاد رنگ سیاه مورد استفاده قرار گیرد که می‌تواند جایگزین استفاده از سماق یا گال شود. Laplanders گفته بود: پوست درخت را بجوید و از بزاق چرمی رنگ آن استفاده کنید. شاخه‌ای از توسکای قشلاقی اگر در اوایل سال بریده شود رنگ متمایل به زرد یا دارچینی را تولید می‌کند. از دیگر قسمت‌های درخت نیز در رنگرزی استفاده می‌شود. گل اذین‌ها می‌توانند رنگ سبز و چوب تازه بریده شده می‌تواند رنگ صورتی متمایل به حنایی داشته باشند.

## سلامتی
دانه گرده توسکای قشلاقی همراه با درخت توس و فندق از منابع اصلی آلرژی گرده درخت است. دانه‌های گرده هنگامی در جو حضور دارند که درخت‌های توس، فندق، ممرز، بلوط و آنهایی که خواص فیزیکی مشابه دارند این‌ها را دارا باشند، جدا کردن اثرات منحصر به فرد آن‌ها دشوار است. در اروپا مرکزی گرده این درخت دومین علت شایع برای شرایط آلرژیک بعد از گرده چمن است. پوست درخت توسکای قشلاقی به‌طور سنتی به عنوان یک داروی قابض، ضد یبوست، داروی بند آورنده خون، تب بر، نیروبخش و داروی احیاگر (یک ماده‌ای که قادر به برگرداندن سلامتی طبیعی است) مورد استفاده قرار می‌گیرد. جوشانده پوست درخت برای درمان تورم، التهاب و رماتیسم، به عنوان یک داروی استفراغ‌آور و درمان التهاب گلو و گلو درد مصرف می‌شود. پوستهٔ بالای زمین دارای ترکیباتی است که در خمیر دندان استفاده می‌شود و پوسته درونی را می‌توان در سرکه برای تهیه کردن شوینده پوست جوشاند که برای درمان تورم پوست، شپش و گال است. این برگ‌ها برای کاهش ناراحتی پستان در مادران شیرده استفاده می‌شود و داروهای محلی طرفدار استفاده از برگ‌ها در برابر انواع مختلف سرطان می‌باشند. کشاورزان آلپ گفته‌اند استفاده از برگ‌ها رماتیسم را با استفاده از قرار دادن یک کیسه گرم پر از برگ روی محل آسیب دیده آرام می‌کند. برگ‌های توسکا توسط گاوها، گوسفندان، بزها و اسب‌ها مصرف می‌شود هرچند که خوک‌ها از خوردن آن‌ها امتناع می‌کنند. با توجه به برخی از مردم، مصرف برگ توسکا علل لکه‌های سیاه روی
زبان است و برای اسب‌ها مضر می‌باشد. در یک مطالعه تحقیقاتی از عصاره دانه‌های توسکای قشلاقی مشخص شده‌است که در برابر همه هشت باکتری‌های بیماری‌زا که در برابر آن‌ها مورد آزمایش قرار گرفتند، شامل:اشریشیا کلای و استافیلوکوکوس اورئوس مقاوم به متی سیلین، فعال می‌باشند. فقط عصاره استخراج شده از متانول در فعالیت اکسیداتیو اهمیت دارد. همه عصاره‌ها برای میگوهای آب شور دارای سمیت کمی بودند. نتایج نشان می‌دهد که دانه می‌تواند برای استفاده در توسعه داروهای ضد MRSA این بیشتر بررسی شود.